# 184 (număr)
184 (o sută optzeci și patru) este numărul natural care urmează după 183 și precede pe 185.

## În matematică
- Este un număr par și un număr compus.
- Este un număr deficient, deoarece suma divizorilor săi (176) este mai mică decât numărul în sine.[2]
- Este un număr refactorabil sau un număr tau, fiind divizibil cu numărul său de divizori.[3] 184 are 8 divizori, 8 fiind unul dintre aceștia.
- Este diferența a două pătrate perfecte: 184 = 252 − 212.
- Este suma a 4 numere prime consecutive: 184 = 41 + 43 + 47 + 53.
- Este un număr 32-gonal.

## În știință

### Astronomie
- NGC 184,  o galaxie lenticulară situată în constelația Andromeda.
- 184 Dejopeja, o planetă minoră, un asteroid din centura principală.
- 184P/Lovas, o cometă descoperită de Lovas.

## Alte domenii
184 se mai poate referi la:
- HMAS Ballarat (J184), o fostă navă a Marinei Australiene.
- HMS Abelia (K184), o fostă navă a Marinei Regale Britanice.
- HMS Ardent (F184), o fostă navă a Marinei Regale Britanice.
- USS Abbot (DD-184), o fostă navă a Marinei Regale Britanice.
- Short Type 184, un fost hidroavion.